# Chetone studyi
Chetone studyi là một loài bướm đêm thuộc phân họ Arctiinae, họ Erebidae.